# Владета Драгутиновић
Владета Драгутиновић (Београд, 1. децембар 1893 — Београд, 18. јул 1975) био је српски и југословенски глумац, редитељ и преводилац. Познат је по улогама Филмски бал у Београду и Не убиј.

## Биографија
Рођен је у Београду, где се и школовао. Још у дечијем добу је играо у Малом позоришту, а као гимназијалац је учествовао аматерски у представама које су се приређивале у Градској касини. Похађао је Школу за дикцију и драмску уметност у Паризу и за то време је посећивао пробе и представе редитеља у значајним париским позориштима. Члан Народног позоришта у Београду је постао 1912. године када се и први пут професионално појавио на њиховој сцени. Пред рат је отишао у Дубровачко покрајинско позориште где је остао непуне две сезоне.
По повратку из Париза од 1920. до пензионисања 1950. је био посвећен београдској сцени, а позоришно активан до 1965. Тумачио је углавном ликове љубавника првенствено у француском репертоару. Између два рата је био најплоднији преводилац позоришних дела са француског језика када је превео преко 120 драмских дела већином комедија. Марта 1956. је прославио двадесет и пету годишњицу уметничког рада у Народном позоришту у Београду.
За многе преводе, успешну режију и тумачење дела француских драматичара на сцени Народног позоришта француска влада га је 1950. одликовала Златном академском палмом, а 1956. националним орденом Легије части. У Новом Саду је гостовао у више наврата између два рата са представама Госпођа с камелијама 1925. и Soirées libres 1926, а у Српском народном позоришту су изведени његови преводи Стакленце 1924, Кожа 1924, Литература 1924, Рођака из Варшаве 1926, Заљубљена жена 1926, Дрвени коњи 1932, Госпођица 1934, Да се насмејемо 1956. и Позабави се Амелијом 1965. Преминуо је 18. јула 1975. у Београду.